# Rallye de Suède 2014
Le Rallye de Suède 2014 est le 2e rallye du Championnat du monde des rallyes 2014.

## Résultats

### Classement final
| Rang              | Pilote                      | Copilote                  | Numéro            | Voiture               | Écurie                      | Temps             | Écart             | Points            |
| Toutes catégories | Toutes catégories           | Toutes catégories         | Toutes catégories | Toutes catégories     | Toutes catégories           | Toutes catégories | Toutes catégories | Toutes catégories |
| ----------------- | --------------------------- | ------------------------- | ----------------- | --------------------- | --------------------------- | ----------------- | ----------------- | ----------------- |
| 1.                | Jari-Matti Latvala Finlande | Miikka Anttila Finlande   | 2                 | Volkswagen Polo R WRC | Volkswagen Motorsport       | 3 h 00 min 31 s 1 | -                 | 272               |
| 2.                | Andreas Mikkelsen Norvège   | Mikko Markkula (fi) Suède | 9                 | Volkswagen Polo WRC R | Volkswagen Motorsport       | 3 h 01 min 24 s 7 | +53 s 6           | 18                |
| 3.                | Mads Østberg Norvège        | Jonas Andersson Suède     | 4                 | Citroën DS3 WRC       | Citroën Total Abu Dhabi WRT | 3 h 01 min 30 s 6 | +59 s 5           | 183               |
| 4.                | Mikko Hirvonen Finlande     | Jarmo Lehtinen Finlande   | 5                 | Ford Fiesta RS WRC    | M-Sport WRT                 | 3 h 02 min 58 s 0 | +2 min 26 s 9     | 131               |
| 5.                | Ott Tänak Estonie           | Raigo Mölder Estonie      | 11                | Ford Fiesta RS WRC    | M-Sport WRT                 | 3 h 03 min 31 s 6 | +3 min 00 s 5     | 10                |
| 6.                | Sébastien Ogier France      | Julien Ingrassia France   | 1                 | Volkswagen Polo WRC R | Volkswagen Motorsport       | 3 h 05 min 01 s 0 | +4 min 29 s 9     | 8                 |
| 7.                | Henning Solberg Norvège     | Ilka Minor Autriche       | 16                | Ford Fiesta RS WRC    | Henning Solberg             | 3 h 05 min 18 s 6 | +4 min 47 s 5     | 6                 |
| 8.                | Pontus Tidemand Suède       | Ola Floene Norvège        | 15                | Ford Fiesta RS WRC    | Pontus Tidemand             | 3 h 06 min 09 s 3 | +5 min 38 s 2     | 4                 |
| 9.                | Craig Breen Irlande         | Scott Martin Royaume-Uni  | 17                | Ford Fiesta RS WRC    | Craig Breen Rallying        | 3 h 09 min 26 s 5 | +8 min 55 s 4     | 2                 |
| 10.               | Kris Meeke Royaume-Uni      | Paul Nagle Irlande        | 3                 | Citroën DS3 WRC       | Citroën Total Abu Dhabi WRT | 3 h 11 min 49 s 1 | +11 min 18 s 0    | 1                 |

3, 2, 1 : y compris les 3, 2 et 1 points attribués aux trois premiers de la spéciale télévisée (power stage).

### Spéciales chronométrées
| Étape             | Spéciale | Heure   | Nom              | Distance | Vainqueur          | Temps         | Leader             |
| ----------------- | -------- | ------- | ---------------- | -------- | ------------------ | ------------- | ------------------ |
| (5 février)       | ES0      | 08 h 00 | Shakedown Råda   | 3,99 km  | Mads Østberg       | 1 min 55 s 8  | Mads Østberg       |
| 1re (5-6 février) | ES1      | 20 h 00 | Karlstad SSS 1   | 1,90 km  | Andreas Mikkelsen  | 1 min 33 s 4  | Andreas Mikkelsen  |
| 1re (5-6 février) | ES2      | 10 h 53 | Torsby 1         | 7,03 km  | Sébastien Ogier    | 4 min 38 s 1  | Sébastien Ogier    |
| 1re (5-6 février) | ES3      | 12 h 29 | Kirkenær 1       | 7,16 km  | Sébastien Ogier    | 5 min 38 s 4  | Sébastien Ogier    |
| 1re (5-6 février) | ES4      | 13 h 04 | Finnskogen 1     | 16,82 km | Andreas Mikkelsen  | 8 min 58 s 9  | Sébastien Ogier    |
| 1re (5-6 février) | ES5      | 14 h 54 | Kirkenær 2       | 7,16 km  | Ott Tänak          | 5 min 36 s 1  | Sébastien Ogier    |
| 1re (5-6 février) | ES6      | 15 h 29 | Finnskogen 2     | 16,82 km | Andreas Mikkelsen  | 8 min 45 s 9  | Andreas Mikkelsen  |
| 1re (5-6 février) | ES7      | 16 h 59 | Torsby 2         | 7,03 km  | Sébastien Ogier    | 4 min 34 s 1  | Sébastien Ogier    |
| 2e (7 février)    | ES8      | 08 h 16 | Lesjöfors 1      | 15,00 km | Jari-Matti Latvala | 9 min 19 s 9  | Andreas Mikkelsen  |
| 2e (7 février)    | ES9      | 09 h 28 | Fredriksberg 1   | 18,15 km | Sébastien Ogier    | 10 min 25 s 2 | Andreas Mikkelsen  |
| 2e (7 février)    | ES10     | 10 h 15 | Rämmen 1         | 22,76 km | Sébastien Ogier    | 11 min 55 s 0 | Jari-Matti Latvala |
| 2e (7 février)    | ES11     | 10 h 56 | Hagfors Sprint 1 | 1,87 km  | Henning Solberg    | 2 min 00 s 8  | Jari-Matti Latvala |
| 2e (7 février)    | ES12     | 13 h 08 | Lesjöfors 2      | 15,00 km | Sébastien Ogier    | 8 min 55 s 2  | Jari-Matti Latvala |
| 2e (7 février)    | ES13     | 14 h 20 | Fredriksberg 2   | 18,15 km | Sébastien Ogier    | 10 min 04 s 9 | Jari-Matti Latvala |
| 2e (7 février)    | ES14     | 15 h 07 | Rämmen 2         | 22,76 km | Sébastien Ogier    | 11 min 36 s 2 | Jari-Matti Latvala |
| 2e (7 février)    | ES15     | 15 h 48 | Hagfors Sprint 2 | 1,87 km  | Sébastien Ogier    | 2 min 02 s 9  | Jari-Matti Latvala |
| 2e (7 février)    | ES16     | 19 h 00 | Karlstad SSS 2   | 1,90 km  | Andreas Mikkelsen  | 1 min 36 s 7  | Jari-Matti Latvala |
| 3e (8 février)    | ES17     | 07 h 55 | Hara 1           | 11,32 km | Jari-Matti Latvala | 6 min 33 s 6  | Jari-Matti Latvala |
| 3e (8 février)    | ES18     | 08 h 33 | Torntorp 1       | 19,26 km | Jari-Matti Latvala | 10 min 34 s 8 | Jari-Matti Latvala |
| 3e (8 février)    | ES19     | 09 h 07 | Vargåsen 1       | 24,63 km | Jari-Matti Latvala | 13 min 50 s 1 | Jari-Matti Latvala |
| 3e (8 février)    | ES20     | 10 h 25 | Värmullsåsen 1   | 15,87 km | Jari-Matti Latvala | 8 min 47 s 2  | Jari-Matti Latvala |
| 3e (8 février)    | ES21     | 12 h 24 | Hara 2           | 11,32 km | ANNULÉE            |               | Jari-Matti Latvala |
| 3e (8 février)    | ES22     | 13 h 02 | Torntorp 2       | 19,26 km | Mads Østberg       | 10 min 02 s 9 | Jari-Matti Latvala |
| 3e (8 février)    | ES23     | 13 h 36 | Vargåsen 2       | 24,63 km | Sébastien Ogier    | 13 min 13 s 5 | Jari-Matti Latvala |
| 3e (8 février)    | ES24*    | 15 h 13 | Värmullsåsen 2   | 15,87 km | Mads Østberg       | 8 min 36 s 8  | Jari-Matti Latvala |

* : spéciale télévisée attribuant des points aux trois premiers pilotes

## Classement au championnat après l'épreuve

### Classement des pilotes
Selon le système de points en vigueur, les 10 premiers équipages remportent des points, 25 points pour le premier, puis 18, 15, 12, 10, 8, 6, 4, 2 et 1.
| Rang | Pilote              | Rallyes | Rallyes | Rallyes | Rallyes | Rallyes | Rallyes | Rallyes | Rallyes | Rallyes | Rallyes | Rallyes | Rallyes | Rallyes | Total points |
| Rang | Pilote              | MON     | SUE     | MEX     | POR     | ARG     | ITA     | POL     | FIN     | GER     | AUS     | FRA     | ESP     | GBR     | Total points |
| ---- | ------------------- | ------- | ------- | ------- | ------- | ------- | ------- | ------- | ------- | ------- | ------- | ------- | ------- | ------- | ------------ |
| 1er  | Jari-Matti Latvala  | 133     | 272     | -       | -       | -       | -       | -       | -       | -       | -       | -       | -       | -       | 40           |
| 2e   | Sébastien Ogier     | 272     | 8       | -       | -       | -       | -       | -       | -       | -       | -       | -       | -       | -       | 35           |
| 3e   | Mads Østberg        | 12      | 183     | -       | -       | -       | -       | -       | -       | -       | -       | -       | -       | -       | 30           |
| 4e   | Andreas Mikkelsen   | 6       | 18      | -       | -       | -       | -       | -       | -       | -       | -       | -       | -       | -       | 24           |
| 5e   | Bryan Bouffier      | 18      | -       | -       | -       | -       | -       | -       | -       | -       | -       | -       | -       | -       | 18           |
| 6e   | Kris Meeke          | 161     | 1       | -       | -       | -       | -       | -       | -       | -       | -       | -       | -       | -       | 17           |
| 7e   | Mikko Hirvonen      | Ab      | 131     | -       | -       | -       | -       | -       | -       | -       | -       | -       | -       | -       | 13           |
| 8e   | Ott Tänak           | -       | 10      | -       | -       | -       | -       | -       | -       | -       | -       | -       | -       | -       | 10           |
| 9e   | Elfyn Evans         | 8       | Ab      | -       | -       | -       | -       | -       | -       | -       | -       | -       | -       | -       | 8            |
| 10e  | Henning Solberg     | -       | 6       | -       | -       | -       | -       | -       | -       | -       | -       | -       | -       | -       | 6            |
| 11e  | Jaroslav Melicharek | 4       | -       | -       | -       | -       | -       | -       | -       | -       | -       | -       | -       | -       | 4            |
| 12e  | Pontus Tidemand     | -       | 4       | -       | -       | -       | -       | -       | -       | -       | -       | -       | -       | -       | 4            |
| 13e  | Matteo Gamba        | 2       | -       | -       | -       | -       | -       | -       | -       | -       | -       | -       | -       | -       | 2            |
| 14e  | Craig Breen         | -       | 2       | -       | -       | -       | -       | -       | -       | -       | -       | -       | -       | -       | 2            |
| 15e  | Yuriy Protasov      | 1       | 0       | -       | -       | -       | -       | -       | -       | -       | -       | -       | -       | -       | 1            |

| Couleur | Résultat                                                         |
| ------- | ---------------------------------------------------------------- |
| Or      | Vainqueur                                                        |
| Argent  | 2e place                                                         |
| Bronze  | 3e place                                                         |
| Vert    | Classé, dans les points                                          |
| Bleu    | Classé, hors des points Non classé (Nc.)                         |
| Mauve   | Abandon (Ab.) Retrait (Re.)                                      |
| Noir    | Disqualifié (Dq.)                                                |
| Blanc   | N'a pas pris le départ (Np.) Forfait (Forf.) Épreuve annulée (A) |
| Aucune  | N'a pas participé (-)                                            |

3, 2, 1 : y compris les 3, 2 et 1 points attribués aux trois premiers de la spéciale télévisée (power stage).

### Classement des constructeurs
| Rang | Équipe                                   | Rallyes | Rallyes | Rallyes | Rallyes | Rallyes | Rallyes | Rallyes | Rallyes | Rallyes | Rallyes | Rallyes | Rallyes | Rallyes | Total points |
| Rang | Équipe                                   | MON     | SUE     | MEX     | POR     | ARG     | ITA     | POL     | FIN     | GER     | AUS     | FRA     | ESP     | GBR     | Total points |
| ---- | ---------------------------------------- | ------- | ------- | ------- | ------- | ------- | ------- | ------- | ------- | ------- | ------- | ------- | ------- | ------- | ------------ |
| 1er  | Volkswagen Motorsport                    | 37      | 35      | -       | -       | -       | -       | -       | -       | -       | -       | -       | -       | -       | 72           |
| 2e   | Citroën Total Abu Dhabi World Rally Team | 33      | 23      | -       | -       | -       | -       | -       | -       | -       | -       | -       | -       | -       | 56           |
| 3e   | Volkswagen Motorsport II                 | 10      | 16      | -       | -       | -       | -       | -       | -       | -       | -       | -       | -       | -       | 26           |
| 4e   | M-Sport World Rally Team                 | 8       | 14      | -       | -       | -       | -       | -       | -       | -       | -       | -       | -       | -       | 22           |
| 5e   | Hyundai Shell World Rally Team           | 0       | 8       | -       | -       | -       | -       | -       | -       | -       | -       | -       | -       | -       | 8            |
| 6e   | RK M-Sport World Rally Team              | 0       | 4       | -       | -       | -       | -       | -       | -       | -       | -       | -       | -       | -       | 4            |
| 7e   | Jipocar Czech National Team              | 0       | 0       | -       | -       | -       | -       | -       | -       | -       | -       | -       | -       | -       | 0            |